# Ecuación de Kardar–Parisi–Zhang
La ecuación KPZ (por las iniciales de sus creadores,  Mehran Kardar, Giorgio Parisi y Vi-Cheng Zhang) es una ecuación diferencial estocástica en derivadas parciales y no lineal. Describe la variación temporal del grosor {\displaystyle \phi ({\vec {x}},t)} de una lámina. Es un buen modelo de crecimiento de superficies. Viene dada por la expresión:

{\displaystyle {\frac {\partial \phi ({\vec {x}},t)}{\partial t}}=\nu \nabla ^{2}\phi +{\frac {\lambda }{2}}\left[\nabla \phi \right]^{2}+\eta ({\vec {x}},t)\;}

donde {\displaystyle \eta ({\vec {x}},t)} es un ruido gaussiano blanco cuyos primer y segundo momentos están dados por

{\displaystyle \langle \eta ({\vec {x}},t)\rangle =0\qquad {\mathtt {y}}\qquad \langle \eta ({\vec {x}},t)\eta ({\vec {x}}',t')\rangle =2D\delta ^{d}({\vec {x}}-{\vec {x}}')\delta (t-t')\,,}

y {\displaystyle \nu }, {\displaystyle \lambda } y {\displaystyle D} son parámetros del modelo; {\displaystyle d} es la dimensión de la lámina y es un concepto bastante importante en la resolución de la ecuación y afecta al tipo de solución. En concreto:
1. si {\displaystyle d<2} la ecuación tiene una sola fase "áspera" en la que las fluctuaciones de {\displaystyle \phi } divergen algebraicamente con el tamaño del sistema, desestabilizando cualquier comportamiento estudiado;
2. si {\displaystyle d>2} la ecuación presenta una "fase fluida" —un acoplamiento débil— para {\displaystyle \lambda } lo suficientemente pequeña. En esta fase, las fluctuaciones son pequeñas y el comportamiento es coherente globalmente. El estudio de las correlaciones espaciales y temporales arroja que:

{\displaystyle \langle \phi (x_{1},t)\phi (x_{2},t)\rangle \sim {\frac {1}{r^{d-2}}}\qquad {\mathtt {y}}\qquad \langle \phi (x,t_{1})\phi (x,t_{2})\rangle \sim {\frac {1}{t^{\frac {d-2}{2}}}}}